# 神中糸子
神中 糸子（じんなか いとこ、1860年11月25日 − 1943年2月4日）は、日本の洋画家。和歌山県海草郡雑賀村生まれ。

## 作品
- 「花見之図」
- 「紫式部幼稚之図」
- 「少女之図」
- 「酒樽」
- 「只二輪」
- 「静物」
- 「葡萄図」
- 「吉野山風景」